# Runski koledar
Runski koledar (tudi runska palica ali runski almanah) je večni koledar, katerega različice so se rabile v Severni Evropi do 19. stoletja.
Koledar temelji na 19-letnem Metonovem ciklu, ki povezuje navidezni gibanji Sonca in Lune. Runske koledarje so pisali na pergament ali pa so jih rezljali na prečke iz lesa, kosti ali rogov. Najstarejši znani runski koledar in edini iz srednjega veka je palica iz Nyköpinga. Verjetno izhaja iz 13. stoletja. Večina od več tisoč koledarjev, ki so se ohranili, so leseni koledarji iz 16. in 17. stoletja. V 18. stoletju so runski koledarji doživeli obnovitev. Okoli leta 1800 so takšne koledarje izdelovali v obliki tobačnih škatel iz medenine.
Tipični runski koledar so sestavljale vodoravne vrstice simbolov, nanizane ena nad drugo.
Posebni dnevi, kot so Sončeva obrata (solsticija), enakonočji (ekvinokcija) in praznovanja (vključno s krčanskimi prazniki in slavnostmi), so bili označeni z dodatnimi vrsticami simbolov.
V koledarju ni znana dolžina tropskega leta ali pojavljanje prestopnih let. Začetek leta se določi z opazovanjem prve polne lune po zimskem obratu. Prva polna luna označuje tudi datum distinga, poganskega slavja in sejemskega dneva. 

## Znaki
V eni vrstici je bilo prikazanih 52 tednov s 7. dnevi z 52-imi ponovitvami prvih sedem run mlajšega futharka. Rune odgovarjajo vsakemu dnevu v tednu, različnemu za vsako leto posebej.
V drugi vrstici je bilo mnogo dnevov označenih z enim od 19-ih simbolov, ki je predstavljalo 19 zlatih števil, let Metonovega cikla. V zgodnjih koledarjih je vsakemu od 19-ih let cikla odgovarjala runa – prvim 16-im letom je odgovarjalo 16 run mlajšega futharka z dodatnimi runami za preostala tri leta: arlaug (zlato število 17), tvimadur (zlato število 18) in belgthor (zlato število 19). Nova luna naj bi bila na ta dan med tem letom cikla. Na primer: v 18-em letu cikla bi nove lune nastopile na vse datume označene s tvimadurjem, simbolom za 18-to leto cikla. Kasnejši kolendarji so za vrednosti 1–19 rabili pentadične števke.
Različica z latinsko abecedo za dneve v tednu in arabskimi številkami za zlata števila je bila tiskana leta 1498 kot del Breviarium Scarense.

### Dodatne rune
Ker je sistem potreboval 19 run za predstavitev 19 zlatih števil, ki so dala 19 let cikla večnega koledarja, je bil zapis v mladem futharku, runski abecedi nezadosten, saj je imel le 16 znakov. Tako so dodali tri posebne rune za predstavitev števil nad 16: arlaug (17), tvimadur (tvímaður, 18) in belgthor (19).
- Arlaug, runa runskega koledarja (zlato število 17).
- Tvimadur, runa runskega koledarja (zlato število 18).
- Belgthor, runa runskega koledarja (zlato število 19).

## Primstav
Primstav (prevod: glavna palica) je antična norveška koledarska palica. Na palicah so bile vrezane podobe namesto run. Podobe so prikazovale različne neprestavljive religijske praznike. Najstarejši primstav je iz leta 1457 in je raztavljen v Norsk Folkemuseumu na Bygdøyu v Oslu.

## Sodobna raba
Privrženci estonske etnične poganske religije (maausk) so objavili runske koledarje (estonsko sirvilauad) vsako leto od leta 1978. Med sovjetsko nadvlado je bila to ilegalna publikacija samizdata.